# Costanza Ferro
Costanza Ferro (Genova, 5 luglio 1993) è una nuotatrice artistica italiana.
Ha iniziato a praticare il nuoto sincronizzato nel 1999 all'età di 6 anni, nel 2004 ha raccolto i primi successi partecipando ai campionati italiani categoria esordienti.

## Carriera
Dopo una serie di successi ottenuti partecipando a competizioni di duo, squadra e combinato, nel 2009 Costanza Ferro ha debuttato ai campionati europei giovanili ottenendo un quinto posto sia nel concorso a squadre che nel combinato. L'anno dopo gli Europei giovanili di Tampere le hanno riservato il bronzo nel combinato, oltre al quarto posto ottenuto nel duo e nella gara a squadre. Sempre nel 2010, la Ferro ha partecipato anche ai campionati mondiali giovanili di Indianapolis ottenendo il settimo posto nel duo e l'ottavo posto sia nel concorso a squadre che nel combinato.
Nel 2011 Costanza Ferro ha partecipato per l'ultima volta ai campionati europei giovanili, vincendo nuovamente il bronzo nel combinato e piazzandosi al quarto posto nel duo e nella gara a squadre. Durante Barcellona 2013 ha disputato i suoi primi campionati mondiali assoluti, ottenendo l'ottavo posto nel duo tecnico e il sesto posto nel programma libero. Lo stesso anno, insieme a Linda Cerruti, ha vinto la medaglia di bronzo nella gara di duo alle Universiadi di Kazan'.
Agli Europei di Berlino 2014 l'atleta savonese ha vinto il bronzo partecipando al combinato a squadre, oltre ad avere ottenuto un quarto posto nel duo, sempre insieme a Linda Cerruti, dietro le spagnole Ona Carbonell e Paula Klamburg che hanno occupato l'ultimo gradino del podio.
Lo stesso duo ha nuovamente rappresentato l'Italia ai Mondiali di Kazan' 2015, ottenendo il settimo posto nel programma tecnico e nuovamente il sesto posto in quello libero. Successivamente, con il secondo posto ottenuto al torneo preolimpico disputato nel marzo 2016, le due sincronette si sono guadagnate il loro primo accesso alle Olimpiadi qualificandosi ai Giochi di Rio de Janeiro 2016.
Agli Europei di Londra 2016 Costanza Ferro ha vinto le sue prime medaglie nel duo, oltre a vincere per la prima volta la medaglia d'argento prendendo parte al programma libero della gara a squadre. Seguono le Olimpiadi di Rio de Janeiro, dove il duo raggiunge la finale totalizzando 182.8079 punti piazzandosi al sesto posto dietro le spagnole Carbonell e Mengual (186.6357 punti).
Costanza Ferro ha fatto parte della squadra italiana che ai Mondiali di Gwangju 2019 ha conquistato la prima storica medaglia iridata a squadre classificandosi seconda nell'highlight, routine di nuova introduzione nei campionati, dietro l'Ucraina e davanti alla Spagna. Nel corso della stessa edizione della competizione ha pure migliorato la propria prestazione nel duo ottenendo, insieme a Linda Cerruti nel programma tecnico, il quinto posto con 90.1743 punti e superando così anche la quota 90 punti, rappresentando la prima volta che un duo italiano è riuscito a oltrepassare tale punteggio ai campionati mondiali dopo l'impresa compiuta da Giulia Lapi e Beatrice Adelizzi nell'edizione di Roma 2009.

## Palmarès
- Mondiali

Gwangju 2019: argento nell'highlight.
- Europei

Berlino 2014: bronzo nel libero combinato.
Londra 2016: argento nella gara a squadre (programma libero); bronzo nel duo (programma tecnico e libero), nella gara a squadre (programma tecnico) e nel libero combinato.
Glasgow 2018: argento nel libero combinato, bronzo nel duo (programma tecnico e libero) e nella gara a squadre (programma tecnico e libero).
Roma 2022: argento nel libero combinato, nell'highlight, nella gara a squadre (programma tecnico e libero), bronzo nel duo (libero e tecnico).
- Universiadi

Kazan' 2013: bronzo nel duo.
- Europei giovanili

Tampere 2010: bronzo nel libero combinato.
Belgrado 2011: bronzo nel libero combinato.

### Campionati italiani
32 titoli così ripartiti:
- 19 nel duo (tutti insieme a Linda Cerruti);
- 7 nella competizione a squadre;
- 6 nel libero combinato.

| Anno | Edizione  | duo | squadra | combinato |
| ---- | --------- | --- | ------- | --------- |
| 2008 | Invernali | -   | 3       | -         |
| 2008 | Estivi    | -   | -       | 3         |
| 2009 | Estivi    | 2   | 1       | 1         |
| 2010 | Invernali | -   | 1       | -         |
| 2010 | Estivi    | 1   | 1       | 1         |
| 2011 | Invernali | -   | 3       | -         |
| 2011 | Estivi    | 1   | 1       | 1         |
| 2012 | Invernali | 3   | 3       | -         |
| 2012 | Estivi    | 1   | 1       | 1         |
| 2013 | Invernali | 1   | 2       | -         |
| 2013 | Estivi    | 1   | 2       | 1         |
| 2014 | Invernali | 1   | 3       | -         |
| 2014 | Estivi    | 1   | -       | 3         |
| 2015 | Invernali | 1   | 2       | -         |
| 2015 | Estivi    | 1   | -       | -         |
| 2016 | Invernali | 1   | 2       | -         |
| 2016 | Estivi    | 1   | 2       | -         |
| 2017 | Invernali | 1   | 2       | -         |
| 2017 | Estivi    | 1   | 2       | 2         |
| 2018 | Invernali | 1   | 2       | -         |
| 2018 | Estivi    | 1   | 1       | 2         |
| 2019 | Invernali | 1   | 2       | -         |
| 2019 | Estivi    | 1   | 2       | 2         |
| 2020 | Invernali | 1   | 1       | -         |
| 2020 | Estivi    | 1   | -       | 1         |

## Televisione
Costanza Ferro, insieme alla compagna di duo Linda Cerruti, è stata protagonista del docu-reality televisivo Vite in apnea dove è stata ripresa sia durante l'attività sportiva sia nella propria vita privata.
Il programma, costituito da strisce quotidiane e da 9 nove puntate andate in onda in prima serata sul canale Mediaset La5 dal 16 maggio all'11 luglio 2013, era incentrato a documentare l'attività della squadra giovanile di pallanuoto e delle nuotatrici del nuoto sincronizzato della Rari Nantes Savona impegnate nella preparazione per i Mondiali di nuoto di Barcellona 2013.